# لیتل مارلو
لیتل مارلو (به انگلیسی: Little Marlow) یک روستا و محله مدنی در بریتانیا است که در ویکام واقع شده‌است. لیتل مارلو ۱٬۳۳۱ نفر جمعیت دارد.